# David Bowie
David Bowie (født David Robert Jones den 8. januar 1947 i Brixton, død 10. januar 2016 i New York) var en engelsk rock-musiker og skuespiller.

## Oversigt
David Bowie var kendt som popmusikkens kamæleon, der forudså trends og justerede sin stil og optræden derefter, samtidig med at han holdt fast i sine egne ideer. Hans første skridt mod popularitet var den folk-rock-inspirerede Space Oddity i (1969), men han er bedre kendt som den flamboyante, androgyne glamrock på Hunky Dory (1971), The Rise and Fall of Ziggy Stardust and the Spiders from Mars (1972) og Aladdin Sane (1973). De næste album udforskede soul, electronica og New Wave, ofte før disse genrer blev populære eller opstod.
Bowie havde stor indflydelse på rockmusikken fra 1970'erne til sin død. På musikkanalen VH1's år 2000 liste over de 100 største kunstnere inden for rock 'n' roll var Bowie nummer syv. Han har solgt 136 millioner album og er indskrevet i Rock 'n' Roll Hall of Fame.
Bowie havde moderat succes som skuespiller med roller i The Man Who Fell to Earth (1976), Merry Christmas, Mr. Lawrence (1983),  Labyrinten (1986), Basquiat (1996), Zoolander (2001) og The Prestige (2006).
I 2013 gjorde David Bowie comeback efter ti års albumpause med udgivelsen The Next Day, og i januar 2016, få dage før sin død, udgav han det anmelderroste album Blackstar.

## Historie

### 1947-1968: De tidlige år
David Robert Jones blev født i London 8. januar 1947. Han boede i Brixton, til han var seks år gammel, hvorefter hans familie flyttede til Bromley i Kent, hvor han boede, til han var 18. Hans tidligste musikalske mål var at spille saxofon i Little Richards band. Hans sangtalent blev opdaget ved et tilfælde, da han overtog for en udebleven vokalist i en klub i London. I 1960'erne spillede han i forskellige bluesgrupper som The King Bees, The Mannish Boys og The Lower Third. Bowies styrke har igennem hele hans karriere været en evne til at forme sit image og forudse musikalske trends. I hans tidlige virke skifter han fra blues'en til Elvis-inspireret musik samtidig med, at han arbejder med forskellige britiske pop-formater.
En anekdote[kilde mangler] siger, at der i foråret 1962 var slåskamp om en pige mellem Bowie og hans klassekammerat George Underwood. Underwoods ring ramte Bowie i venstre øje. Det tvang Bowie til otte måneders sygemelding, og det frygtedes, at han ville miste synet på venstre øje. Han gennemgik flere operationer, men lægerne kunne ikke fuldstændig reparere skaden; det gjorde hans pupil permanent udvidet. Resultatet er, at hans venstre øje, der er blåt, nu virker brunt eller grønt afhængig af belysningen. Det tilføjede Bowie et element af mystik, som gavnede ham gennem hele hans karriere. Senere lavede Underwood art-work til Bowies tidlige pladecovers.
Bowie var meget inspireret af teatret, fra avant garde teater og pantomimen til Commedia dell'arte, og meget af hans tidlige virke involverede skabelsen af personer, som var hans ansigt udaftil.
For at undgå at blive forvekslet med Davy Jones fra The Monkees var han nødt til at finde et kunstnernavn. Han valgte efternavnet Bowie efter Alamo-helten Jim Bowie og hans berømte Bowie Knife.
Bowie udgav sit første album, David Bowie, på Deram records i 1967. Det var en blanding af psykedelisk rock og easy listening. Ud over den blev der udgivet en single, The Laughing Gnome med B-siden The Gospel According to Tony Day. Ingen af dem kom på hitlisterne. Både album, singlen og andre numre fra den tid blev genbrugt på en mængde kompilations, og The Laughing Gnome blev i 1973 genudgivet og solgte 250.000 eksemplarer til Bowies græmmelse.[kilde mangler]

### 1969-1973: Glam rock og Ziggy Stardust
Første gang Bowie for alvor gjorde sig bemærket var i 1969 med singlen Space Oddity, som blev udgivet samtidig med den første månelanding. Singlen rummer også den første af hans mange roller, Major Tom-figuren, som strander i rummet. Singlen gjorde ikke noget væsen af sig, da den blev udgivet, men blev senere et stort hit i Storbritannien. Albummet, den stammer fra, udkom først under titlen David Bowie, hvilket gav anledning til en del forvirring, da Bowies to første album kom under det navn. I USA hed det andet album, der i 1972 blev genudgivet som Space Oddity, Man of Words, Man of Music. Den 19. marts 1970 blev Bowie gift med Mary Angela Barnett (Angie/Angela Bowie).
På The Man Who Sold the World (1970) gik Bowie væk fra den akustiske lyd, der kendetegner Space Oddity, til fordel for en langt tungere rocklyd. Hans backingband bestod blandt andet af Mick Ronson, som han kom til at arbejde sammen med i mange år. Fra Bowies side er albummet spækket med interessante musikalske løsninger, som titelnummerets latinsk klingende melodilinje. Nummeret blev et hit for popsangeren Lulu i 1974, og er over årene blev genindspillet af mange bands, bl.a. Nirvana. Førsteudgavens coverbillede med en kjoleklædt Bowie slænger sig på en divan, var en tidlig indikation af de androgyne tendenser, der senere kom til at præge hans fremtræden.
Hans næste plade Hunky Dory (1971) bød på en delvis reprise for folk-inspirationerne, der prægede Space Oddity: Fx på den sære Kooks (dedikeret til Bowies søn kendt som Zowie Bowie, men døbt Duncan Zowie Heywood Jones), Oh! You Pretty Things og den delvist biografiske The Bewlay Brothers. Tekstmæssigt adresserede Bowie andre samtidige musikere og kunstnere i sange som Song for Bob Dylan, Andy Warhol og Queen Bitch, som på coveret  er dedikeret til Velvet Underground, hvis sang White Light/ White Heat var en del af Bowies live-set på det tidspunkt. Året efter producerede Bowie Lou Reeds solo-gennembrud Transformer. Med støtte fra hit-singlerne Changes og Life on Mars? solgte Hunky Dory fantastisk, og løftede ham ind blandt tidens største stjerner. I 18 måneder mellem 1972 og 1973 havde Bowie fire top-10 albummer og otte top-10 singler.
Bowies androgyne image blev ført et skridt videre på hans næste plade The Rise and Fall of Ziggy Stardust and the Spiders from Mars (1972). Ziggy Stardust var et konceptalbum, som handlede om en rocksanger fra det ydre rum. Mange af sangene var en reaktion på hans egen nyvundne stjernestatus, og selve konceptet var en behandling af konflikten mellem trangen til privatliv på den ene side og stjernelivet på den anden. Albummet indeholdt flere hit-singler, som Ziggy Stardust, Soul Love, Starman og Suffragette City. Ziggy Stardust-karakteren blev også grundstenen for hans første turne, som begyndte i 1972, hvor Bowies scenefremtræden indeholdt vilde kostumer og knaldrødt hår. Bandet på turneen var en fire-mands besætning bestående af Bowie selv, Mick Ronson på guitar, Trevor Bolder på bas og Mick Woodmansey på trommer. Showet var ultrateatralsk og vildt overproduceret og fyldt med chokerende øjeblikke som en strippende Bowie, der endte i lændeklæde og simuleret oralsex med Ronsons guitar. Turneen endte med en dramatisk og abrupt ”pensionering” på scenen i 1973; den sidste koncert blev optaget af D. A. Pennebaker i koncertfilmen Ziggy Stardust and the Spiders from Mars (1973). The Rise and Fall of Ziggy Stardust and the Spiders from Mars indeholder nogle af Bowies bedst kendte sange.
Disse temaer om stjernelivet og privatlivet blev videreudviklet på Aladdin Sane (1973), endnu et konceptalbum. Det er også kendt som hans ”On the road” album, fordi alle sangene (bortset fra en ny version af en gammel single The Prettiest Star) er skrevet i busser eller tog under turneen. Coveret med Bowie i bar overkrop med Ziggy Stardust hår og et rød, sort og blåt lyn hen over ansigtet er et af populærmusikkens bedst kendte coverbilleder. Pladen inkluderede hits som Jean Genie og en coverversion af Rolling Stones Let's Spend the Night Together. Mike Garson spillede klaver på pladen, en præstation, der er kaldt albummets højdepunkt; Garson spillede ofte i Bowies band helt frem til Bowies død.
Pin Ups er en i samtiden overset samling coverversioner af 60'er hits. Den blev også udgivet i 1973, men da den kom ud var backing bandet Spiders from Mars opløst, og Bowie forsøgte at slippe ud af sin Ziggy-rolle.
Hans androgyne fremtræden solgte plader, men deres popularitet i homoseksuelle kredse og kravet om homoseksuelles rettigheder gav problemer i England. I de år var homoseksualitet juridisk set sodomi og kunne straffes med fængsel. Bowie pustede til gløderne ved at udråbe sig selv som biseksuel, noget han senere trak tilbage, før han i 2002 i et interview igen erklærede at han var biseksuel. Den oprindelige tilbagetrækning skyldtes efter sigende at de amerikanske medier havde et for stort fokus på hvem han havde sexuel omgang med. 

### 1974-1976: Soul, R&B og The Thin White Duke
Diamond Dogs (1974) var endnu et ambitiøst album med en talt passage og en sang-cyklus (Sweet Thing/Candidate). Diamond Dogs var et produkt af to ideer – at skabe en musical om en vild fremtid i en post-apokalyptisk storby og at sætte musik til George Orwells roman 1984 (ses i numrene 1984, Big Brother og We are the dead).
Bowie havde planlagt at skrive en musical over 1984, men hans interesse svækkedes, da han ikke kunne erhverve rettighederne til romanen, så de sange, han havde skrevet brugte han på Diamond Dogs. Albummet – og en NBC udseendelse, 1980 Floor Show, sendt cirka samtidig – viser en bevægelse mod soul/disco-musikken; tydeligst i nummeret 1984.
Albummet blev en kæmpesucces, og Bowie drog ud på endnu en verdensturné, The Diamond Dogs tour, igen meget ekstravagant og et udstyrstykke uden lige. På hele turneen, som er blevet beskrevet som værende en af hans mest mindeværdige, gav han ingen ekstranumre. Turneen nåede aldrig udenfor USA, og inden den var overstået, var Bowie blevet fascineret af soulmusikken og allerede i gang med at indspille soulnumre til en ny plade. Nogle af numrene blev fremført på sidste del af The Diamond Dogs turneen for et undrende publikum.
Den store offentlighed fik først kendskab til en Bowie i en ny og overraskende retning i 1975. Efter at have ført sit androgyne-rumvæsen look så langt ud, som det kunne komme, vendte han glam-rocken ryggen og udgav Young Americans; pladen udforskede Philadelphia soulen og indeholdt bl.a. korsang af en ung Luther Vandross. Pladen indeholdt hans første #1 hit i USA, Fame, der var skrevet sammen med John Lennon, som også sang kor.
Station to Station (1976) viste hans soul-persona i en ny og mere dyster udgave, kaldet The Thin White Duke. På dette tidspunkt var Bowie stærkt afhængig af narkotika, specielt kokain. Rygter siger, at Bowie var så påvirket af kokain, at han ikke husker indspilningen af pladen. Mange har også givet stoffet æren for de hakkende rytmer og det følelsesmæssige vakuum pladen bærer præg af. Ikke desto mindre affødte pladen endnu en turne i 1976, The Station to Station World Tour, og som album repræsenterede Station to Station en ny interessant retning for Bowies musik med mere fokus på det elektroniske og synthesizere. Lyden lænede sig op ad tysk popmusik.
I disse år blev Bowie hvirvlet ind i nye kontroverser affødt af hans kommentarer i Playboy, hvor han tilsyneladende hyldede Hitler og udtalte at ”Britain could benefit from a fascist leader” (Storbritannien kunne bruge en fascistisk leder). Disse udtalelser blev fulgt af en tur i en åben veteran Mercedes, og hvad nogle har kaldt en nazihilsen uden for Victoria stationen i London. Bowie har nægtet at have udført en nazihilsen. Det og lignende kontroversielle kommentarer fra Eric Clapton kickstartede Rock Against Rascism-bevægelsen. Bowie har siden trukket sine kommentarer tilbage med undskyldning om, at hans dømmekraft var påvirket af stofmisbrug.

### 1976-1980: Brian Eno og Berlin-æraen
Bowies interesse for den voksende tyske musikscene og hans stofmisbrug førte til at han flyttede til Berlin, for at blive stoffri og for at genoplive sin karriere. Sammen med sin ven Iggy Pop flyttede han ind i en lejlighed i Schöneberg. I interviewer har han ironiseret over, at han og Iggy tog til Europas stofhovedstad for at blive stoffri. Men han skabte i Berlin to af sine største album: Low og "Heroes", og hjalp Iggy med at producere to af hans mest populære album: Lust for Life og The Idiot; alle fire album blev udgivet i Bowies annus mirabilis 1977.
Den kolde lyd fra Station to Station var en forgænger for Low, den første af tre plader skabt i samarbejde med Brian Eno. Produceret i 1976 og udgivet i 1977 var den stærkt influeret af Kraftwerks lyd og andre såkaldte Krautrock-bands var de nye sange simple, repetitative og meget nøgne i forhold til tidligere plader, en klar reaktion på punkrocken. Side to var derudover overvejende instrumental. Albummet gav da heller ikke nogle egentlige hits, og jævnfører man senere opsamlinger er det ofte kun Always Crashing in the Same Car og Sound and Vision, der tages frem. Men pladen ses som værende langt foran sin tid og bliver ved med at fascinere lyttere. Den bliver ofte hyldet som værende Bowies bedste album.
Den næste udgivelse ”Heroes” ligger i direkte forlængelse af Low, men er en smule lettere tilgængelig. Stemningen på disse plader rammer tidsånden fra den kolde krig, symboliseret af den delte by, Berlin, som leverede inspirationen. Titelnummeret blev et verdensomspændende hit og er et af Bowies bedste kendte.
Low og ”Heroes” blev fulgt op af en kort verdensturné i 1978, som affødte et livealbum, Stage.
Lodger (1979) var den sidste del af Bowies Berlin trilogi. På den var hits som D.J., Boys Keep Swinging og Look Back in Anger, og til forskel fra de to øvrige i trilogien var der ingen instrumentelle numre. Derimod er pladen kendt for sit sære mix af rock og verdensmusik; og numre som African Night Flight og Yassassin var overraskende selv fra en eksperimenterende hånd som hans. Pladen var også den sidste indspillet med Eno, et samarbejde de først genoptog på 1. Outside (1995).
Efter nogle kunstnerisk eksperimenterende år lagde Bowie med Scary Monsters (and Super Creeps) (1980) igen sit bud ind på hitlisterne. Pladen indeholdt blandt andet #1 hittet “Ashes to Ashes”, som genoplivede Major Tom-figuren fra Space Oddity for en kort bemærkning. Det visuelle i den tilhørende video blev af mange set som det der gav international eksponering til New Romantics-bevægelsen. Bowie havde også rekrutteret statister til videoen i London klubben ”Blitz”, som var den nye bevægelses centrum. Videoen var derudover en opvisning i mulighederne i det nye medie og blev hyldet som en banebrydende video. Scary Monsters var en meget harmonisk plade i betragtning af det der skete i Bowies liv i disse år: Han var blevet skilt fra sin kone Angie og var blevet stoffri ovenpå sin Thin White Duke-æra.

### 1980erne: Bowie som superstjerne
I 1981 udgav Bowie singlen "Under Pressure, skrevet og fremført sammen med Queen. Sangen blev et hit og var Bowies tredje #1 single. For Queen var sangen også en øjeblikkelig klassikker og den var med på albummet Hot Space. Basgangen, og med dén hele sangen, fik i 1990 en revival, da Vanilla Ice samplede den i sit gennembrudshit Ice, ice baby.
Med Let's Dance (1983) fik Bowie sit største kommercielle salgssucces. Albummet var en produceret af Bowie sammen med Nile Rodgers og var langt fra Scary Monsters. Albummet indbragte Bowie nogen kritik internt i musikmiljøet; i stedet for at tage afstand fra firsernes dansemusik havde Bowie i stedet meldt sig under dens faner. Titelnummeret er en af hans bedst kendte numre, og albummet affødte to singler yderligere: Modern Love og China Girl. Det sidste nummer skabte en smule furore pga. en suggestiv video. Nummeret var ellers ikke skrevet til denne plade; det var en ny version af en sang Bowie tidligere havde skrevet sammen med Iggy Pop til dennes plade The Idiot. Let's Dance var også et springbræt for bluesguitaristen Stevie Ray Vaughan, som spillede leadguitar på albummet. Han blev på den efterfølgende verdensturne, The Serious Moonlight Tour erstattet af guitaristen Earl Slick. Turneen var en kæmpesucces, og en koncert alene skulle eftersigende have indbragt Bowie en million dollars.
Opfølgeren Tonight (1984) var endnu et dansevenligt album indeholdende bl.a. en duet med Tina Turner og en coverversion af Beach Boys' God Only Knows. Anmelderne kritiserede albummet for at være venstrehåndsarbejde, udelukkende lavet for at udnytte det momentum Let's Dance havde skabt. Albummet affødte et mindre hit med singlen Blue Jean, som mest huskes for dens video, en 22-minutter lang kortfilm instrueret af Julien Temple. Videoen viste endnu en gang Bowies ønske om at kombinere musikken med drama. Albummet indeholdt også et par dansevenlige genindspilninger af Neighbourhood Threat og Tonight, numre som originalt fandtes på Iggy Pops Lust for Life.
I 1985 fremførte Bowie flere af sine største hits ved Wembley-delen af Live Aid. Ved denne lejlighed var der premiere på videoen til en velgørenhedssingle lavet til lejligheden. Dancing in the Street, en duet mellem Bowie og Mick Jagger gik hurtigt ind som #1 efter udgivelsen.
I 1986 skrev Bowie titelnummeret til filmen Absolute Beginners. Filmen fik ikke gode anmeldelser, men Bowie fastholdt i mange år, at sangen, som endte som #2 på den engelske singlehitliste, var en af de bedste og mest professionelle sange han nogensinde havde skrevet. Han skrev også musik til Labyrinten, som han spillede med i, og flere af sangene kom ud som singler.
Bowies sidste danseplade var Never Let Me Down (1987), som affødte nogle af de dårligste anmeldelser i hele hans karriere. Anmelderne så pladen som fuldstændig kønsløs og et udtryk for ren profittænkning; publikum ignorerede den bare. Bowie selv var ude og undskylde pladens manglende kvalitet.
Den næste turné, The Glass Spider World Tour, skulle markedsføre albummet, men anmelderne kritiserede den for at være for overproduceret, vælte sig i special effects og dansere; ja, for at være for latterlig. Fiaskoen omkring Never Let Me Down viste, at Bowie blev nødt til at ændre kurs igen.

### 1989-1991: Tin Machine
For første gang siden 70'erne var Bowie i 1989 igen medlem af et band, Tin Machine, som udover Bowie bestod af Reeves Gabrels, Tony Sales og Hunt Sales. Tydeligt inspireret af samtidige bands som fx The Pixies nåede bandet at udgive to album og en live-plade inden det blev opløst. Bandet fik blandede anmeldelser og en lunken modtagelse af publikum, men Tin Machine betød samarbejde mellem Gabrels og Bowie, et samarbejde som fortsatte i næsten ti år.
Det første album, Tin Machine (1989), var en succes og nåede helt op som #3 på den engelske albumhitliste. De tog samme år ud på en mini-promotionturné med blot 10 koncerter i USA og Europa – bl.a. i Saga i København. På trods af bandets succes var Bowie frustreret over arbejdsprocessen i et band; mange af hans ideer blev afvist eller ændret.
Bowie indledte 1990erne med en greatest hits stadionturne. The Sound + Vision Tour opkaldt efter Low singlen trak fulde huse, måske fordi han havde erklæret, at det ville være sidste gang, han spillede sine gamle hits. På trods af, at han senere brød det løfte, så har han på senere turneer spillet færre af de gamle numre, og når de dukker op, er de gerne markant ændret.
Efter det mindre roste album Tin Machine II (1991) og det fuldstændige flop med livepladen Oy Vey, Baby (1992) blev Bowie træt af at arbejde i gruppen, og han opløste bandet for at vende tilbage til sin solokarriere.

### 1992-2016: Den samtidige Bowie
Med Black Tie White Noise (1993) blev Bowie genforenet med Nile Rogers som producerede Let's Dance. Pladen, som af mange anmeldere blev set som markant bedre end Let's Dance, var meget inspireret af soul, jazz og hip-hop. Albummet nåede førstepladsen ved hjælp af singler som Jump They Say og Miracle Goodnight. Albummet blev udgivet på det lille pladeselskab Savage Records, og da det gik konkurs blev pladen meget sjælden. Den blev senere genudgivet i 90'erne.
Den nye inspiration blev ført videre på The Buddha of Surburbia. Numrene her var funderet med nogle af elementerne fra Black Tie White Noise, men overordnet var pladen mere rocket og eksperimenterende i sit udtryk.
På 1. Outside (1995) blev Bowie for første gang siden 70'erne genforenet med Brian Eno. Resultatet var en ambitiøs plade som var tænkt som den første i en trilogi, som skulle være en ikke-lineær fortælling om kunst og mord. Projektet blev siden droppet, men pladen var en kunstnerisk succes for Bowie. Den placerede ham igen i rockens superliga med singlerne ”The Heart's Filthy Lesson” og ”Hallo Spaceboy” (singlen udgivet sammen med Pet Shop Boys). I september 1995 drog han ud på en verdensturne, med guitaristen Reeves Gabrels i sit backingband. Valget af Nine Inch Nails som co-headliner på USA-delen af turneen gav ham både ros og kritik. Reznor har i flere interviews sagt at han er meget inspireret af Bowie og han lavede senere et remix af ”The Hearts Filthy Leason”. Turneen var ikke en ubetinget succes.
Earthling (1997) viste endnu engang Bowie fra sin modtagelige side; pladen eksperimenterede med jungle og drum'n'bass, og en single fra albummet blev solgt over internettet. Singler som ”Little Wonder” og ”I'm afraid of Americans”, hvor Reznor både remixede nummeret og optrådte i videoen, viser den gamle Bowie som i 70'erne kunne balancere tidens toner med sine egne visioner. Pladen afledte optrædener på en del festivaler i Europa og USA, som blev en ganske succesfulde.
I Todd Haynes film Velvet Goldmine (1998), som var opkaldt efter en Bowie-sang fra Ziggy-tiden, var der mange paralleller til Bowies liv på og af scenen; forholdet mellem filmens to hovedpersoner, Curt Wild (spillet af Ewan McGregor) og Brian Slade (spillet af Jonathan Rhys-Meyers) var løst baseret på Iggy Pops og David Bowies i 70'erne. Underskriften på plakaten ”The rise of a star ... the fall of a legend” spiller også bevidst på Bowies Ziggy Stardust album. I et interview med bandet Placebo sagde Bowie at han syntes om historien men filmen fangede nærmere tidsånden fra de tidlige 80'ere end de tidlige 70'ere. Han forsøgte også at stoppe filmen i en længerevarende retssag. Den Bowie inspirerede karakter bliver i filmen fremstillet som en person der altid forsøger at stjæle det der er lige ved at blive hipt fra den unge undergrundsmusikscene.
 'hours...' (1999), som var produceret og skrevet sammen med Reeves Gabrels, blev endnu en succes for Bowie. Singlen ”Seven” klarede sig godt, og med smag for den nye teknik udskrev han en internetkonkurrence om at skrive teksten til et nummer på pladen, hvilket endte med at blive ”What's Really Happening?”. hours... var den sidste plade indspillet med Reeves Gabrels. I det hele taget var Bowie meget tidligt positiv overfor internettets muligheder og i 90erne startede han sin egen internetudbydningstjeneste BowieNet.
Bowie åbnede ”Concert for New York City” 20. oktober 2001 i Madison Square Garden, en koncert der skulle hjælpe 11. september-katastrofens familier. Ved den lejlighed spillede han Simon & Garfunkel nummeret America og Heroes.
Heathen (2002) genåbnede endnu et af hans gamle venskaber: Pladen var produceret af Tony Visconti, som var hans producer på Lodger og andre plader i 70'erne. Den blev af kritikkere set som noget af det bedste fra hans hånd i mange år, og klarede sig også godt på hitlisterne via singler som bl.a. Slowburn.
I 2003 blev Bowie udråbt som den næstrigeste kunstner i Storbritannien kun overgået af Sir Paul McCartney. Hans formue blev anslået til 510 millioner pund[kilde mangler]. Senere på året udgav han  studiealbummet Reality.
I 2005 udgav det danske rockband Kashmir pladen No Balance Palace, hvor Bowie synger duet med Kasper Eistrup på nummeret The Cynic.
8. januar 2013 på sin 66-års fødselsdag udgav David Bowie "Where Are We Now?", en single, som er forløber for albummet The Next Day, der udkom den 11. marts 2013.
8. januar 2016 på sin 69-års fødselsdag udgav David Bowie albummet Blackstar og fik fine anmeldelser. To dage senere meddelte hans søn, at David Bowie var død af kræft.

## Diskografi
1. David Bowie (1967)
2. Space Oddity (1969, the 1972 reissue charted at UK #17, US #16)
3. The Man Who Sold the World (1970, the 1972 reissue charted at UK #26)
4. Hunky Dory (1971, US #93, the 1972 reissue charted at UK #3)
5. The Rise and Fall of Ziggy Stardust and the Spiders from Mars (1972, UK #5, US #75)
6. Aladdin Sane (1973, UK #1, US #17)
7. Pin Ups (1973, UK #1, US #23)
8. Diamond Dogs (1974, UK #1, US #5)
9. Young Americans (1975, UK #2, US #9)
10. Station to Station (1976, UK #5, US #3)
11. Low (1977, UK #2, US #11)
12. "Heroes" (1977, UK #3, US #35)
13. Lodger (1979, UK #4, US #20)
14. Scary Monsters (and Super Creeps) (1980, UK #1 US #12)
15. Let's Dance (1983, UK #1, US #4)
16. Tonight (1984, UK #1, US #11)
17. Never Let Me Down (1987, UK #6, US #34)
18. Black Tie White Noise (1993, UK #1, US #39)
19. The Buddha of Suburbia (1993, UK #87)
20. 1.OUTSIDE (1995, UK #8, US #21)
21. Earthling (1997, UK #6, US #39)
22. 'hours...' (1999, UK #5, US #47)
23. Heathen (2002, UK #5, US #14)
24. Reality (2003, UK #3, US #29)
25. The Next Day (2013)
26. Blackstar, (2016)

## Filmografi
- The Image (1967) (short subject)
- The Virgin Soldiers (1969)
- Love You Till Tuesday (1969) (short subject)
- Ziggy Stardust and the Spiders from Mars (1973) (documentary)
- Cracked Actor (1974) (BBC documentary)
- The Man Who Fell to Earth (1976)
- Just a Gigolo (1979)
- Christiane F. (Wir Kinder vom Bahnhof Zoo) (1981) (Cameo)
- The Snowman (1982) (short subject) (narrator in re-release version)
- Group Madness (1983) (documentary)
- Cool Cats: Twenty-Five Years of Rock 'N' Roll Style (1983) (documentary)
- The Hunger (1983)
- Merry Christmas, Mr. Lawrence (1983)
- Yellowbeard (1983)
- Into the Night (1985)
- Absolute Beginners (1986)
- Labyrinten til troldkongens slot (1986)
- Queen: The Magic Years (1987) (documentary)
- The Last Temptation of Christ (1988)
- Imagine: John Lennon (1988) (documentary)
- Superstar: The Life and Times of Andy Warhol (1990) (documentary)
- The Linguini Incident (1991)
- Travelling Light (1992) (documentary)
- Twin Peaks: Fire Walk with Me (1992)
- Basquiat (1996)
- Inspirations (1997) (documentary)
- Lou Reed: Rock and Roll Heart (1998) (documentary)
- Il Mio West (1998)
- Everybody Loves Sunshine (1999)
- Mr. Rice's Secret (2000)
- Zoolander (2001) (Cameo)
- Mayor of the Sunset Strip (2003) (documentary)
- Gunslinger's Revenge (2005)
- Arthur and the Minimoys (2006) (voice)
- The Prestige (2006)